# Charles Hobhouse
Charles Hobhouse, właśc. sir Charles Edward Henry Hobhouse, 4. baronet (ur. 30 czerwca 1862, zm. 26 czerwca 1941) – brytyjski polityk, członek Partii Liberalnej, minister w pierwszym rządzie Herberta Henry’ego Asquitha.
Był najstarszym synem sir Charlesa Hobhouse’a, 3. baroneta. Wykształcenie odebrał w Eton College oraz w Christ Church na Uniwersytecie Oksfordzkim. W latach 1884–1890 był porucznikiem w King’s Royal Rifle Corps.
W 1892 r. został wybrany do Izby Gmin jako reprezentant okręgu Devizes. W latach 1892–1895 był prywatnym sekretarzem w Ministerstwie Kolonii. W 1895 r. Hobhouse przegrał wybory parlamentarne w swoim okręgu. Do Izby Gmin powrócił w 1900 r. jako reprezentant okręgu Bristol East. W 1906 r. został komisarzem posiadłości kościelnych. W latach 1907–1908 był podsekretarzem stanu w Ministerstwie ds. Indii. Następnie został finansowym sekretarzem skarbu. W 1911 r. został członkiem gabinetu jako Kanclerz Księstwa Lancaster. W latach 1914–1915 był poczmistrzem generalnym. W 1918 r. Zrezygnował z miejsca w parlamencie.
Hobhouse był ponadto aldermanem hrabstwa Wiltshire w latach 1893–1924 oraz honorowym pułkownikiem Royal Tank Regiment. W 1909 r. został członkiem Tajnej Rady. W 1916 r., po śmierci ojca, odziedziczył tytuł baroneta.